# Asociación Astronómica Israelí

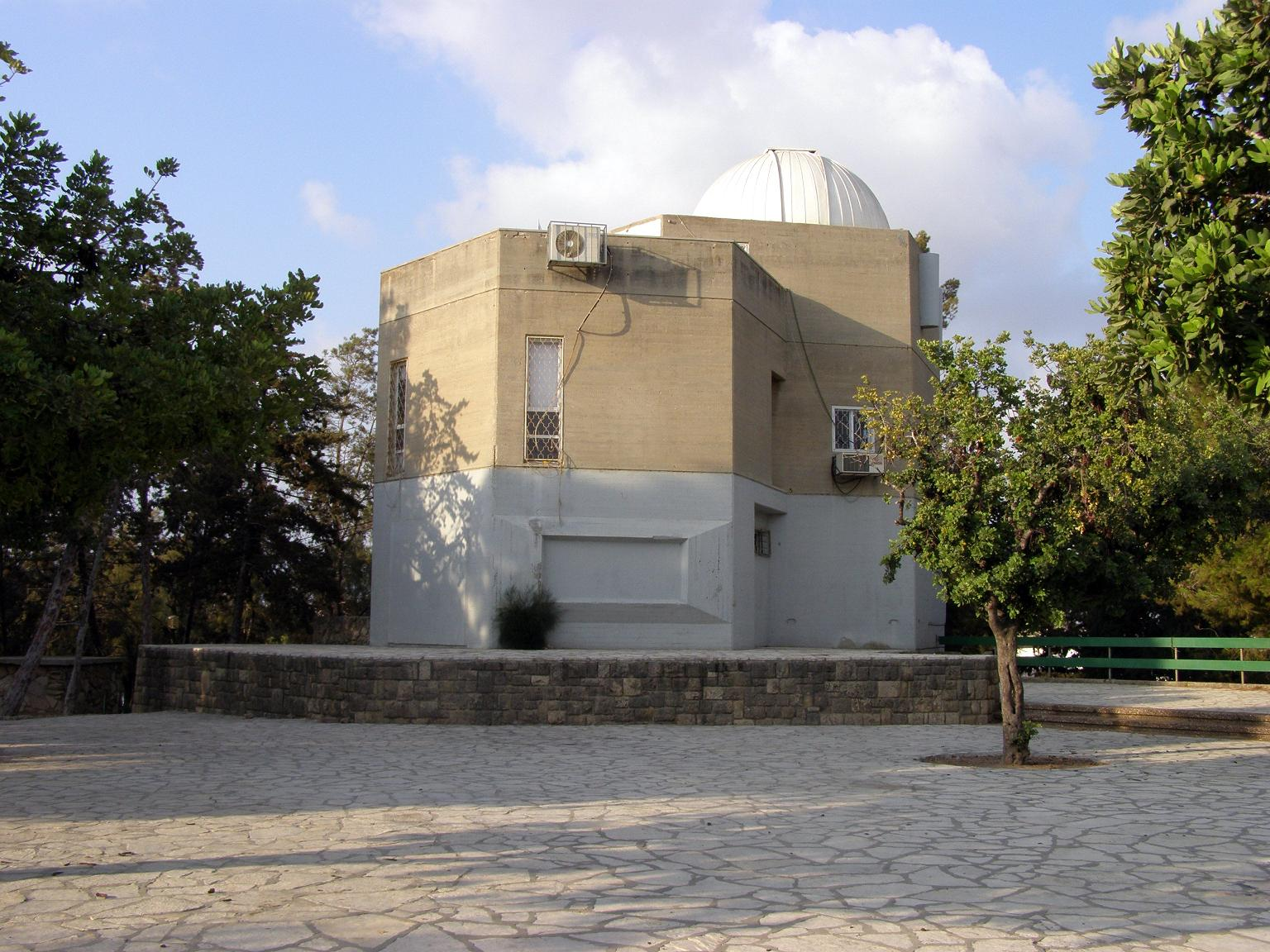
Observatorio Givatayim.

## Historia
El 28 de mayo de 1951 un grupo de aficionados a la astronomía que inmigraron a Israel y que provenían de Checoslovaquia y Alemania, entre ellos los doctores Heilbruner y Zaichik, fundaron una Sociedad sin fines de lucro que con el tiempo, en 1953, con el patrocinio del entonces primer ministro David Ben Gurion, se transformó en la Asociación Astronómica Israelí. Su cometido: promover y difundir el conocimiento astronómico y desarrollar las ciencias afines en el Estado de Israel recién establecido.
El primer Presidente de la Asociación fue el Dr. Zaichik que ejerció el cargo durante muchos años hasta que se vio forzado a dimitir a causa de problemas de salud.
El predio que se le otorgó a la Asociación Astronómica para realizar sus actividades estaba ubicado en Guivat Ram, en Jerusalén. Gracias a la donación benemérita de la familia Williams del Anglo-Palestine Bank( luego llamado Bank Leumi) se construyó en el lugar, en 1956, un Planetario y fue instalado el telescopio que perteneció a Albert Einstein y que fue donado por la escuela Ben Shemen en 1962.
Debido a una disminución temporal en las actividades de la Asociación en Jerusalén y el traspaso de su centro de acción a Givatayim, en el centro del país, paso la jurisdicción de sus instalaciones, en 1986, a la Universidad Hebrea de Jerusalén.
En 1967 inauguró la Asociación el Observatorio Astronómico en la ciudad de Givatayim. El lugar fue elegido por sus condiciones altimétricas en relación con el nivel del mar y su distancia adecuada del mismo para aminorar las posibles influencias higroscópicas. El Observatorio fue construido con fondos de la Asociación, de la Municipalidad de Givatayim y donaciones del extranjero recaudadas por el entonces Gerente de la Asociación Ingeniero Iosef Fuks.
Durante 25 años el observatorio fue administrado exclusivamente por la Asociación Astronómica Israelí y desde 1994 coparticipa en la Administración la municipalidad de Givatayim. Durante varios periodos los Presidentes da la Asociación ejercieron también el cargo de Administradores del Observatorio, entre ellos el Ing. Haim Levy, Dr. Noaj Brosh (actualmente Director del Observatorio Weiss de la Universidad de Tel Aviv), Ilan Manulis (actualmente Director del Observatorio Technoda en Hadera) y el Dr. Yigal Pat-El que desde 1987 preside y administra la Asociación y el Observatorio respectivamente.

## Actividades principales
La Asociación Astronómica Israelí es un “ente sin fines de lucro“ que asocia cientos de miembros. Todos los integrantes de la Comisión Directiva y de las Subcomisiones colaboran en forma absolutamente voluntaria y sin remuneración.
La mayor parte de las actividades se centran en el Observatorio de Givatayim, otras en distintos puntos del país, tales como observaciones astronómicas organizadas principalmente en el sur del país, fines de semana astronómicos, convenciones anuales, seminarios, charlas y cursos para el público en general. Las actividades son financiadas por los fondos provenientes de las cuotas sociales y algunas subvenciones del Ministerio de Ciencias y donaciones de empresas.
La Revista de la Asociación “Astronomía“ sale a luz cuatro veces al año. El Almanaque Anual, relatando todos los fenómenos astronómicos a suceder en los cielos de Israel, es publicado anualmente por la Asociación.
La Asociación Astronómica Israelí mantiene lazos con Asociaciones similares en el extranjero y con instituciones científicas nacionales e internacionales.

## Grupos de investigación
Paralelamente a las actividades generales activan en la Asociación Astronómica dos grupos de investigación:
Departamento de Meteoros - encabezado por Anna Levin. Este grupo de trabajo está dedicado a la observación de meteoros, colección de datos e información corriente a la Organización Internacional de Meteoros. Durante 2008 fue organizado un Seminario para capacitar a nuevos observadores lo que llevó a aumentar su número de tres a diez. El Departamento lleva a cabo dos veces al año conferencias sobre el tema y publica en la revista de la Asociación y en la WEB el pronóstico periódico de lluvias de meteoros.
Departamento de Estrellas Variables - encabezado por Ofer Gabzo. Este grupo de trabajo llegó a la cima de sus actividades en la década de 1990 cuando contaba con cinco miembros investigadores que regularmente enviaron cientos de miles de resultados de sus observaciones que incluían estimación de la magnitud de las Estrellas Variables. En 1992 Ofer Gabzo, a la cabeza del grupo, bate el récord mundial con más de 22 000 observaciones anuales.

## Dirección
- Israel Astronomical Association: P.O.B. 149, Givatayim 53101 (Israel) - Telefax: +972 - 3 - 7 31 43 45 - Correo electrónico: astronomy@astronomy.org.il